# Mechanikus narancs
A Mechanikus narancs (A Clockwork Orange) 1971-ben bemutatott szatirikus science-fiction Stanley Kubrick rendezésében. A film Anthony Burgess Gépnarancs (1962) című regényének adaptációja, a forgatókönyvet Kubrick és Burgess közösen írta. Főszereplője Malcolm McDowell, aki a karizmatikus és pszichopata Alex DeLarge-ot alakítja. A filmben több helyen nyíltan ábrázolják a gátlástalan és öncélú erőszakot, a női és férfi meztelenséget, szexualitást, egyértelmű utalások történnek a homoszexualitásra, ezért a legtöbb országban a legmagasabb korhatár-besorolással mutatták be. 
Magyarországon a TV2 sugározta, 2007. augusztus 5., vasárnap, 00:15 perckor, majd 2009. április 19-én, feliratosan.[forrás?]

## Cselekmény
A film szürreális helyszíneken mutat be szürreális figurákat, akiknek szürreális a ruhájuk, mozgásuk, viselkedésük és elképzelésük is. A néző négy fiatal, orosz és angolosított orosz szavakkal teletűzdelt szlengjeit hallgatja, miközben életüket figyeli, melynek fő motívumai az erőszak, vagy ahogy ők mondják, „ultra-violence” (ultra erőszak) köré szövődnek. Egy hajléktalan kegyetlen megverése, házakba betörés, rablás, megerőszakolás, és mindez a főhős, Alex fejében a zenével és Ludwig van Beethoven nevével és szimfóniájával kapcsolódik össze.
Miután a bandán belül ellentétek alakulnak ki, és négyük közül ketten Alex vezetése ellen fordulnak, majd egy betörés alkalmával a rendőrség kezére juttatják, Alexet 14 év börtönbüntetésre ítélik. Két év letöltött, jól viselt büntetés után egy lehetőséget kap, miszerint ha végigcsinál egy két hetes kúrát, garantáltan jó ember lesz, és soha többé nem fog visszajutni a börtönbe. Az egyetlen kezelés a kúrán az, hogy szemét felpeckelik, arcát a vetítő felé fordítják, és erőszakos filmeket nézetnek vele, miközben a testébe juttatott anyagoktól fizikailag pocsékul érzi magát.
A két hetes kúra eredménye az, hogy bár lelkileg ugyanúgy vágyik az erőszakra és a szexre, minden egyes alkalommal, amikor erre kerülne sor (vagy Beethoven 9. szimfóniájára, ami a kezelést szolgáló egyik film betétzenéje volt véletlenül), irtózatos rosszullét fogja el, és ahogy találkozik korábbi áldozataival, családjával, társaival, képtelen megállni a helyét korábbi képességei nélkül. A sors iróniája, hogy véletlen egyik korábbi áldozata politikai és etikai megfontolásból az eljárás ellen felhasználja Alexet és a kondicionálását kihasználva öngyilkosságba hajszolja (nem mellékesen bosszúvágyból is), de Alex túléli az esetet.
Miután a sajtó a kormányt kezdi hibáztatni, Alex engesztelésül külön kórtermet, különleges ellátást kap és visszaállítják Alex korábbi erőszakos állapotát is. A film végső jelenetében felbukkan a belügyminiszter, aki korábban a kúrát bevezette, újságírók és fotósok hada, és két óriási hangfal előtt, amiből a 9. szimfónia szól, Alex kezét szorongatja, és mosolyogva bólogat a közönség felé. Alex lehunyja szemeit, és egy szeretkező párt lát két oldalt álló viktoriánus ruhába öltözött tömeg között.

## Szereplők
- Malcolm McDowell – Alex DeLarge
- Aubrey Morris – Mr. Deltoid
- Michael Bates – Barnes
- Patrick Magee – Frank Alexander
- Warren Clarke – Corby
- Adrienne Corri – Mrs. Alexander
- John Clive – színész
- Clive Francis – Joe
- Gillian Hills – Sonietta
- David Prowse – Julian
- Philip Stone – Alex apja

## Díjak, jelölések
Oscar-díj (1972)
- jelölés: legjobb rendező
- jelölés: legjobb film
- jelölés: legjobb vágás
- jelölés: legjobb adaptált forgatókönyv

Kansas-i Filmkritikusok Körének Díja (1973)
- díj: legjobb film

New York-i Filmkritikusok Körének Díja (1971)
- díj: legjobb rendező – Stanley Kubrick
- díj: legjobb film

Hugo-díj (1972)
- díj: legjobb drámai alkotás

Filmes Újságírók Olasz Nemzeti Szindikátusa (1973)
- díj: Ezüst szalag (legjobb rendező – külföldi film) – Stanley Kubrick

## Érdekességek
- Angliában számos bűnesetet a filmnek tulajdonítottak, ezért a rendező sok negatív sajtót és fenyegető levelet kapott. Végül az Angliában élő Stanley Kubrick saját maga kérte a film visszavonását a brit forgalmazásból 16 héttel a bemutató után, így egészen haláláig nem lehetett moziban látni. Az, hogy egy forgalmazó teljesítsen egy ilyen rendezői kérést, az igen ritka.
- A film egyik jelenetében, amikor Alex DeLarge bemegy a lemezboltba, a lemezek között látható Kubrick korábbi filmje, a „2001: Űrodüsszeia” hanglemeze is.
- A filmben hallható Malcolm McDowell által elmondott narrációt két hét alatt vette fel Stanley Kubrick. Ha a munka közben McDowell elfáradt, akkor Kubrickkal néhány pingpongmeccsel lazítottak. Kubrick csak egy hetet fizetett ki McDowell számára ebből a munkaszakaszból, mondván a másik héten pingpongoztak.